# Марченко, Вячеслав Олегович
Вячеслав Олегович Марченко (28 января 1974) — советский и белорусский футболист, нападающий.

## Биография
Воспитанник ДЮСШ г. Речица, там же начинал играть на взрослом уровне в команде КФК «Ведрич». Вызывался в юношескую сборную СССР. В ходе сезона 1991 года перешёл в «Гомсельмаш» (Гомель) и сыграл 7 матчей во второй низшей лиге СССР.
Летом 1992 года вернулся в «Ведрич», выступавший в высшей лиге Беларуси. Провёл в команде пять лет, сыграв около 100 матчей в чемпионате. Финалист Кубка Беларуси 1992/93. По итогам сезона 1996 года «Ведрич» вылетел из высшей лиги и футболист покинул команду.
Некоторое время играл в Германии за любительскую команду из седьмого дивизиона. Сезон 1997 года провёл в первой лиге в клубе «Коммунальник» (Светлогорск).
В 1998 году присоединился к клубу высшей лиги «Динамо-93» (Минск), но ещё до конца первого круга команда была расформирована. Затем перешёл в минское «Динамо», но из-за постоянных травм не закрепился в составе. Летом 2000 года перешёл в «Дариду», с которой стал победителем второй лиги (2000), бронзовым призёром (2001) и победителем (2002) первой лиги. Закончил профессиональную карьеру в 28 лет, позднее некоторое время играл на любительском уровне в чемпионате г. Минска.
Всего в высшей лиге Беларуси сыграл 112 матчей и забил 7 голов.
После завершения спортивной карьеры работал риэлтором, инструктором в тренажерном зале, снимался в рекламе, затем открыл компанию, занимающуюся дизайном интерьеров.

## Достижения
- Финалист Кубка Беларуси: 1992/93
- Победитель первой лиги Беларуси: 2002
- Бронзовый призёр первой лиги Беларуси: 2001

## Личная жизнь
Родители, Олег и Зоя Марченко, занимались баскетболом на любительском уровне, мать выступала за сборную Белорусской ССР. Сестра Наталья (род. 1979) — одна из лучших баскетболисток Беларуси, мастер спорта международного класса, игрок сборной страны. Супруга — Ольга.